# Batalha das Esporas

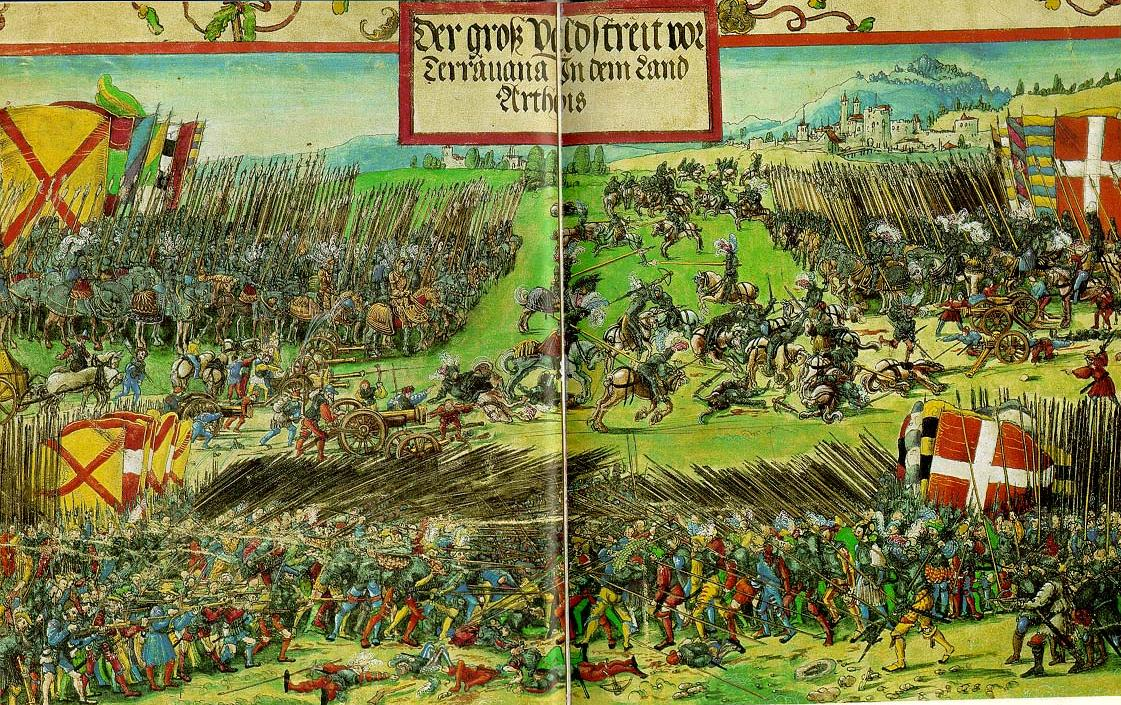
Parte da Guerra da Liga de Cambrai

A Batalha das Esporas ou (Segunda) Batalha de Guinegate (francês: Journée des éperons , "Dia das Esporas"; deuxième bataille de Guinegatte) ocorreu em 16 de agosto de 1513. Fez parte da Guerra da Liga de Cambrai, durante as guerras italianas. Henrique VIII e Maximiliano I estavam sitiando a cidade de Thérouanne em Artois (agora Pas-de-Calais). O acampamento de Henry estava em Guinegate, agora chamado Enguinegatte. 
Seis semanas antes (30 de junho), tropas britânicas haviam desembarcado em Calais, então domínio britânico no continente, onde se uniram aos imperiais. Um grande corpo de cavalaria pesada francesa sob Jacques de La Palice estava cobrindo uma tentativa da cavalaria leve de levar suprimentos para a guarnição sitiada. A coalizão conseguiu surpreender os franceses e envolvê-los no que foi chamado de "batalha das esporas", pois comentaristas da época diziam que a cavalaria francesa havia feito mais uso das esporas (para incitar os cavalos a fugir) do que para lutar.
Durante a perseguição, vários líderes e cavaleiros franceses notáveis foram capturados, o marechal La Palice foi feito prisioneiro, inclusive Pierre Terrail de Bayard, mas escapou e conseguiu participar das vitórias de Villafranca e Marignano. Apesar da vitória, as operações anglo-alemãs abrandaram, quer pelo turbilhão de alianças que caracterizou a guerra, quer pela existência de várias frentes de guerra (Escócia, Borgonha, Itália e Navarra).
Após a queda de Thérouanne, Henrique VIII sitiou e tomou Tournai.